# Casa Museo Raúl Porras Barrenechea
La Casa Museo Raúl Porras Barrenechea es una edificación ubicada en el distrito de Miraflores, y declarada «Monumento Histórico y Artístico» y «Patrimonio Cultural del Perú» en 1980 y gestionada por el Instituto Raúl Porras Barrenechea.
El local conserva, custodia y exhibe permanentemente todas las obras de arte, mobiliario, pinturas, esculturas, fotografías, recuerdos familiares y personales de Raúl Porras Barrenechea; el archivo Porras; y el museo de los escritores peruanos. La casa-museo es también el punto final y más importante de la Ruta literaria «Mario Vargas Llosa», una de las rutas ganadoras del concurso internacional Walking Visionaires Awards organizado por Walk21Vienna en el 2015.

## Salas
- Sala principal: La estancia principal representaba para Porras Barrenechea su carta de presentación. En tal sentido, varios de los cuadros y adornos que se ubican en la sala sirven como referencia biográfica de la vida del autor. En la sala pueden ubicarse retratos y fotografías de sus antepasados y familiares, así como diversos artículos y adornos muy representativos de sus gustos e intereses personales.[7][8]

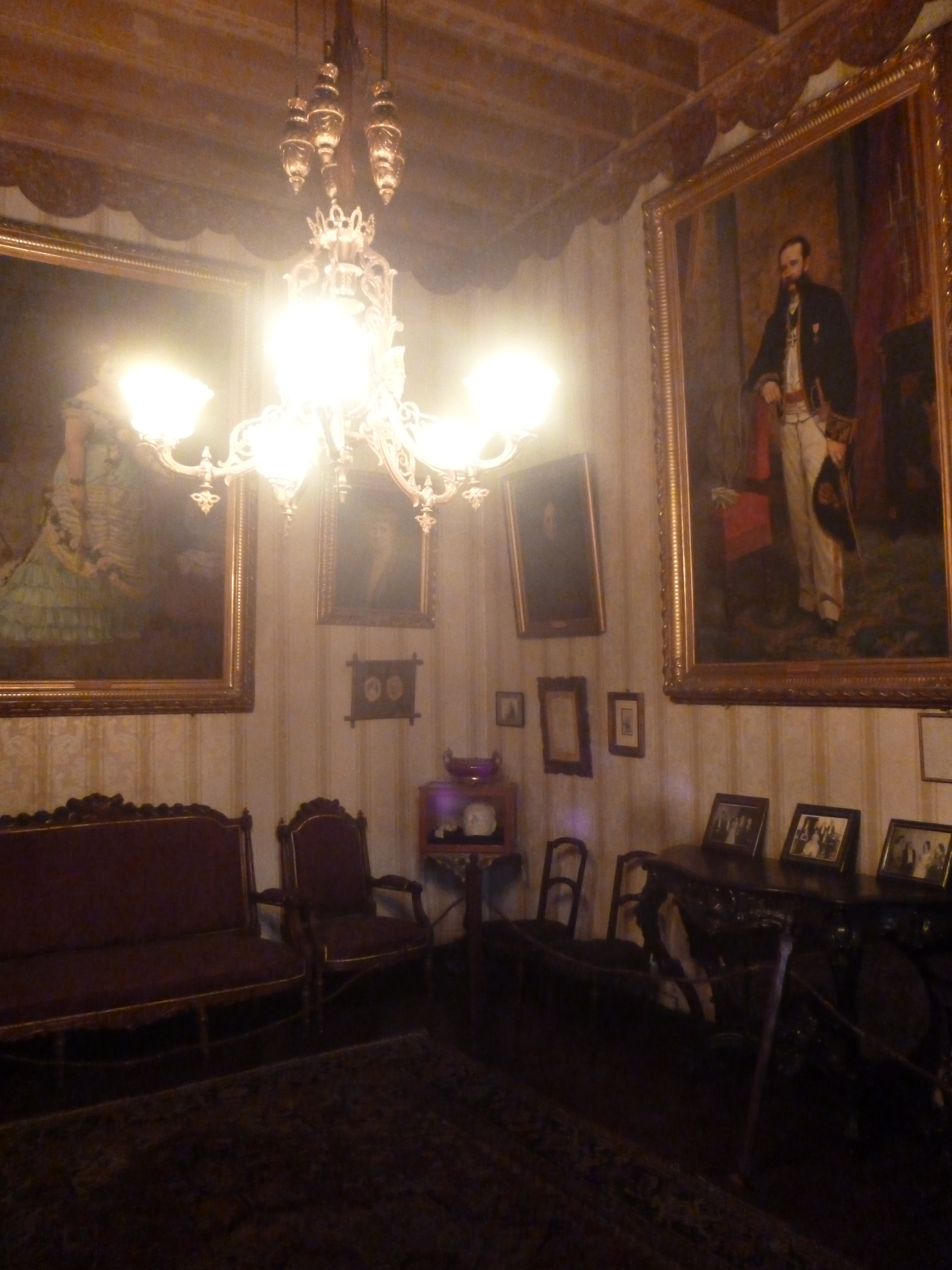
Vista general de la sala principal.
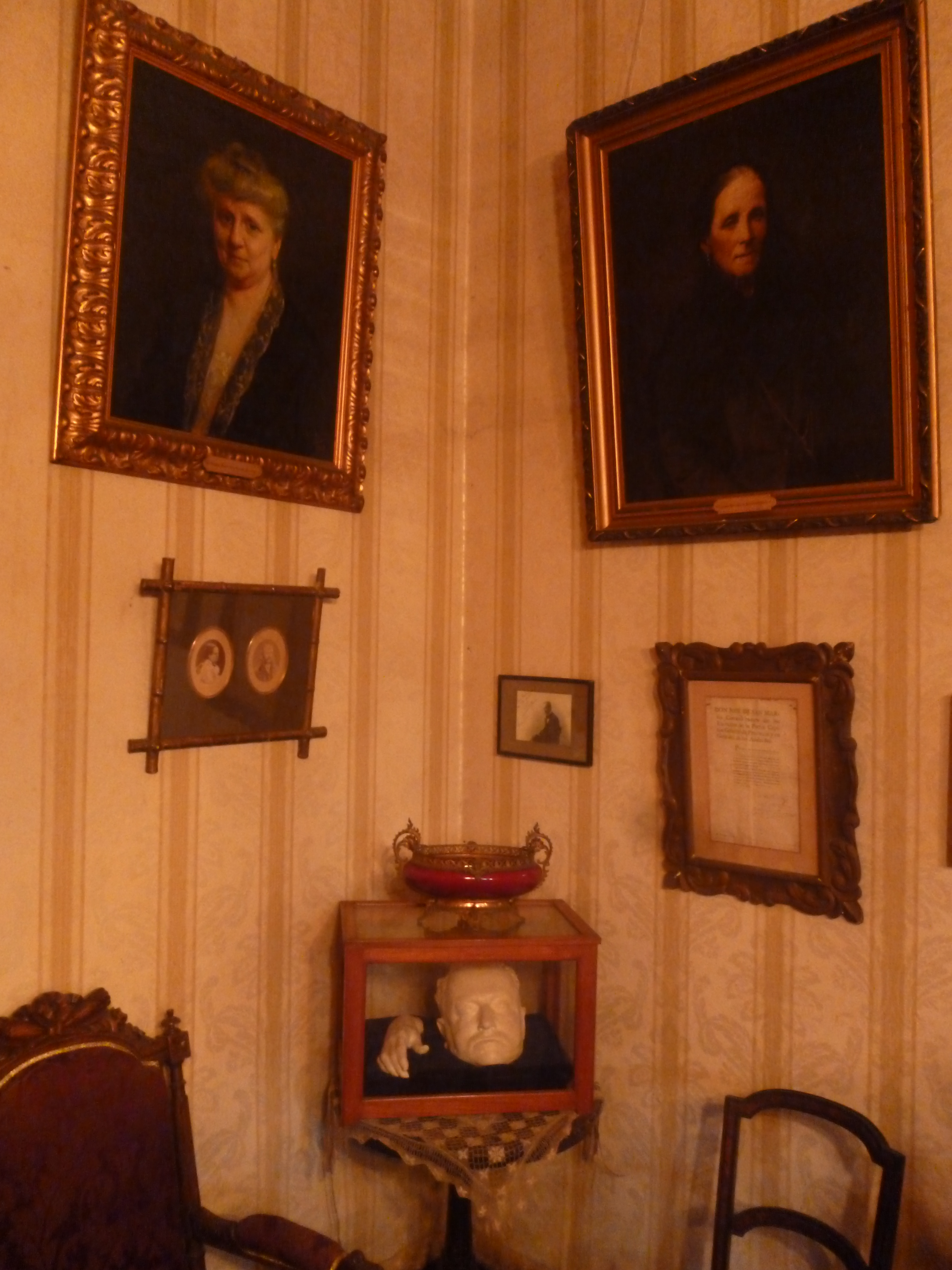
Vista lateral de la sala principal.
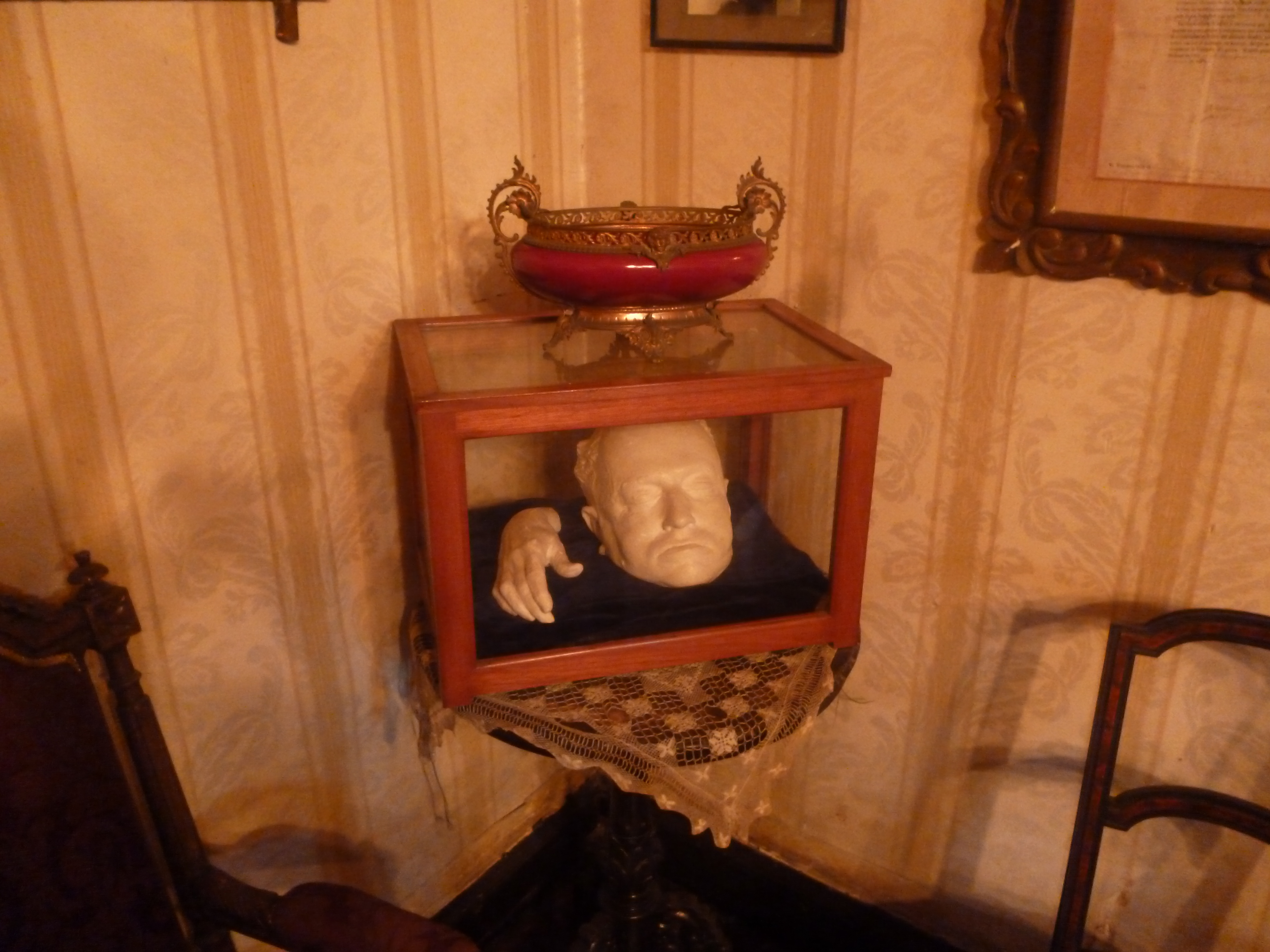
Máscara mortuoria y molde póstumo de la mano de Porras Barrenechea.
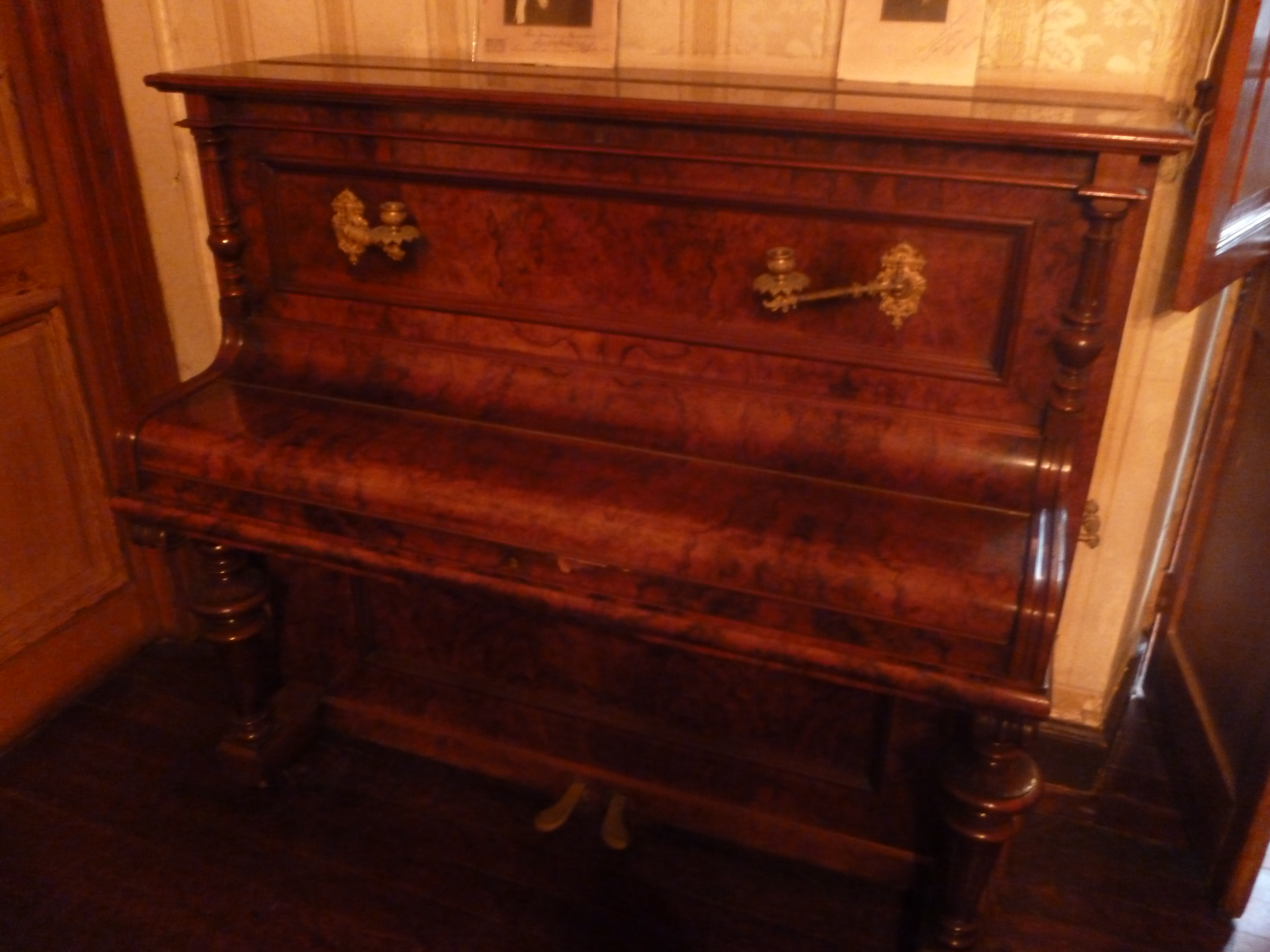
Piano de pared.
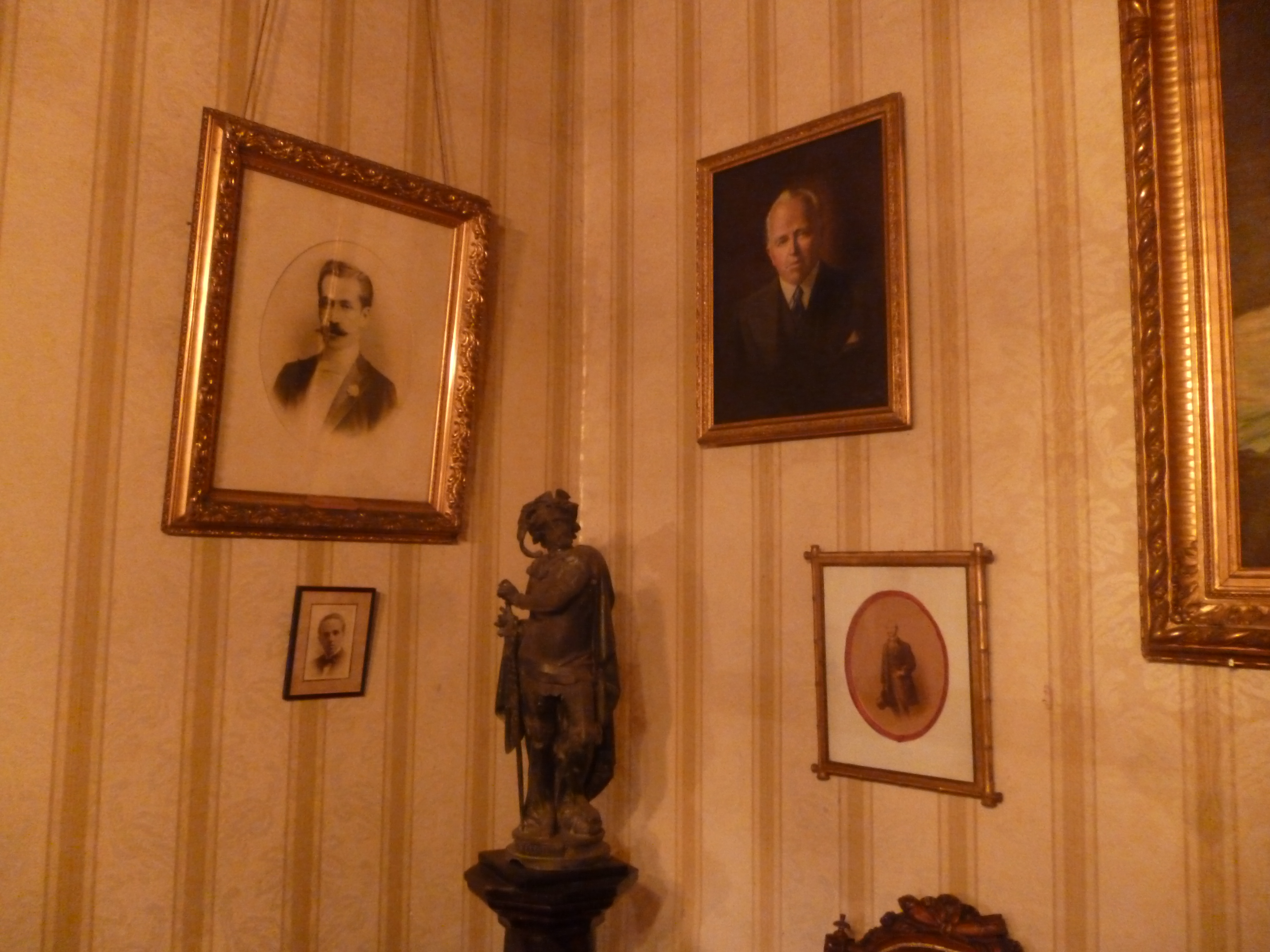
Vista lateral de la sala principal.

- Sala de espera: Estancia donde Porras solía conversar brevemente o tener en espera a sus invitados. En el lugar pueden ubicarse actualmente estantería con libros y fotografías tal cual quedaron tras el deceso del intelectual. Una pieza importante es la antigua máquina de escribir usada tanto por Porras como por algunos de sus discípulos en determinadas circunstancias, tales como Mario Vargas Llosa cuando en su juventud trabajaba en la misma máquina finchando para su maestro. Entre otras piezas destacadas en la estancia se encuentran diversos retratos, pinturas y esculturas de clásicos escritores, intelectuales y artistas, tales como Ricardo Palma, José Sabogal, entre muchos otros.[7][8]

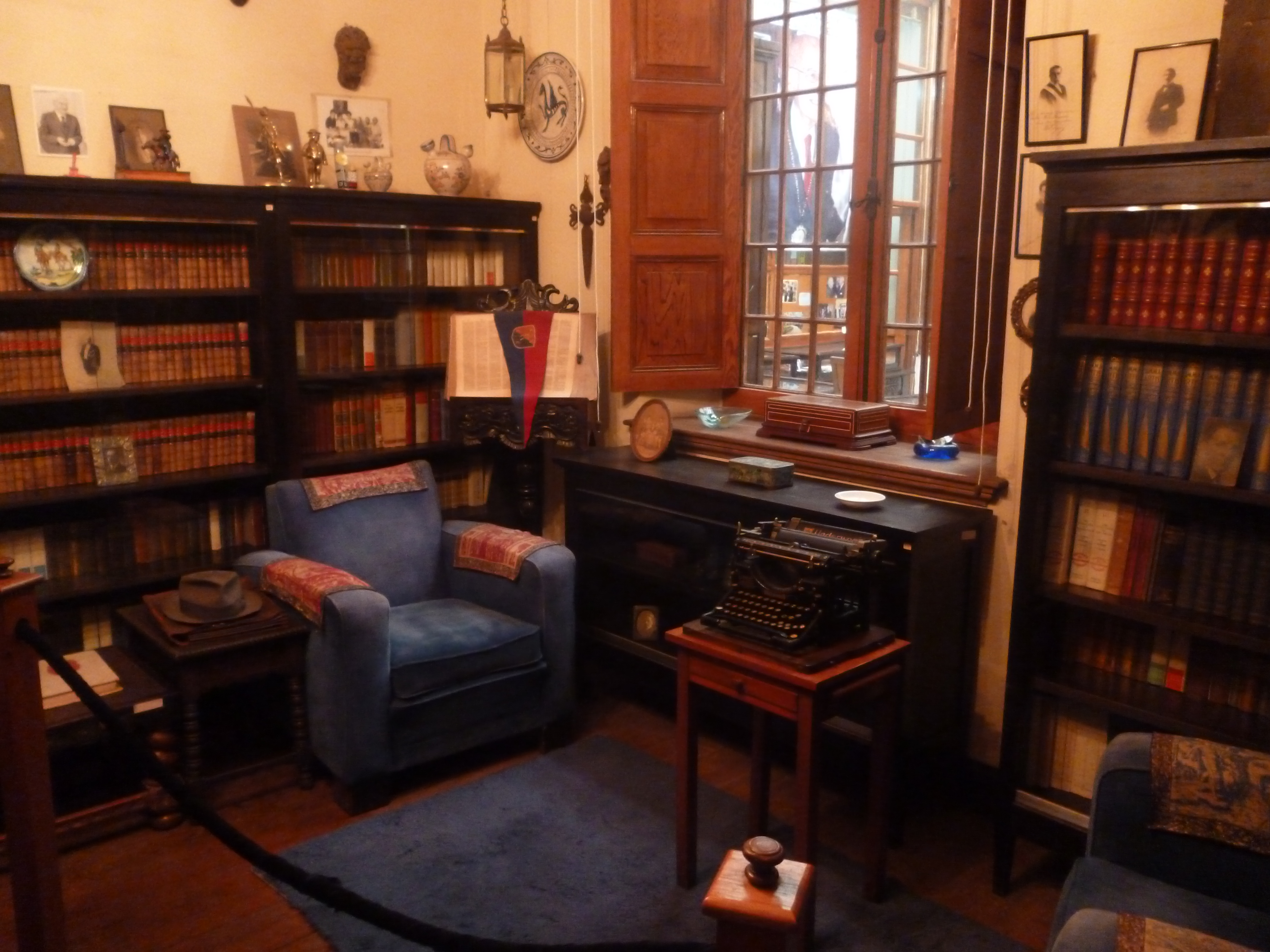
Vista general de la sala de espera.
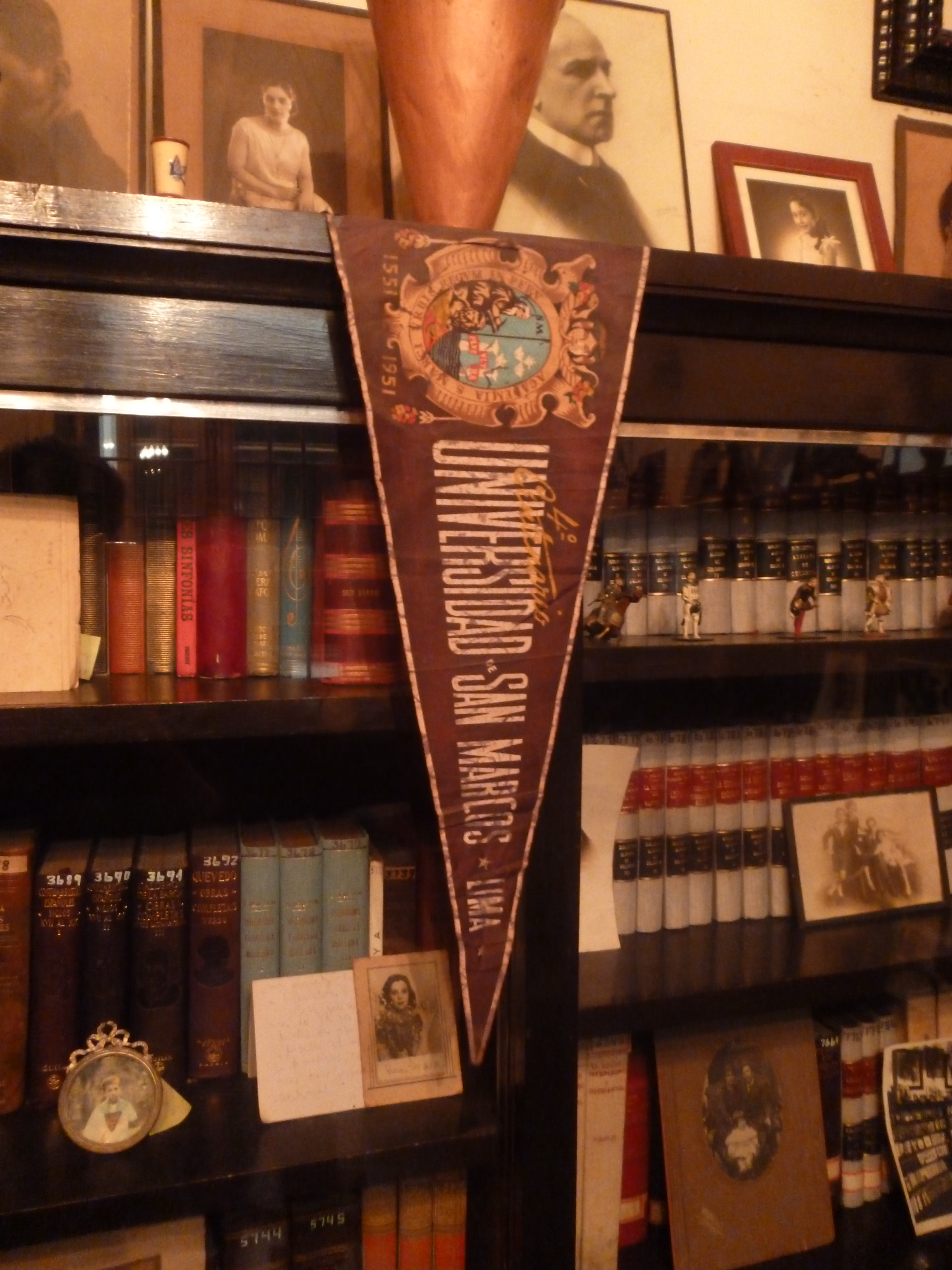
Banderola de la Universidad de San Marcos.
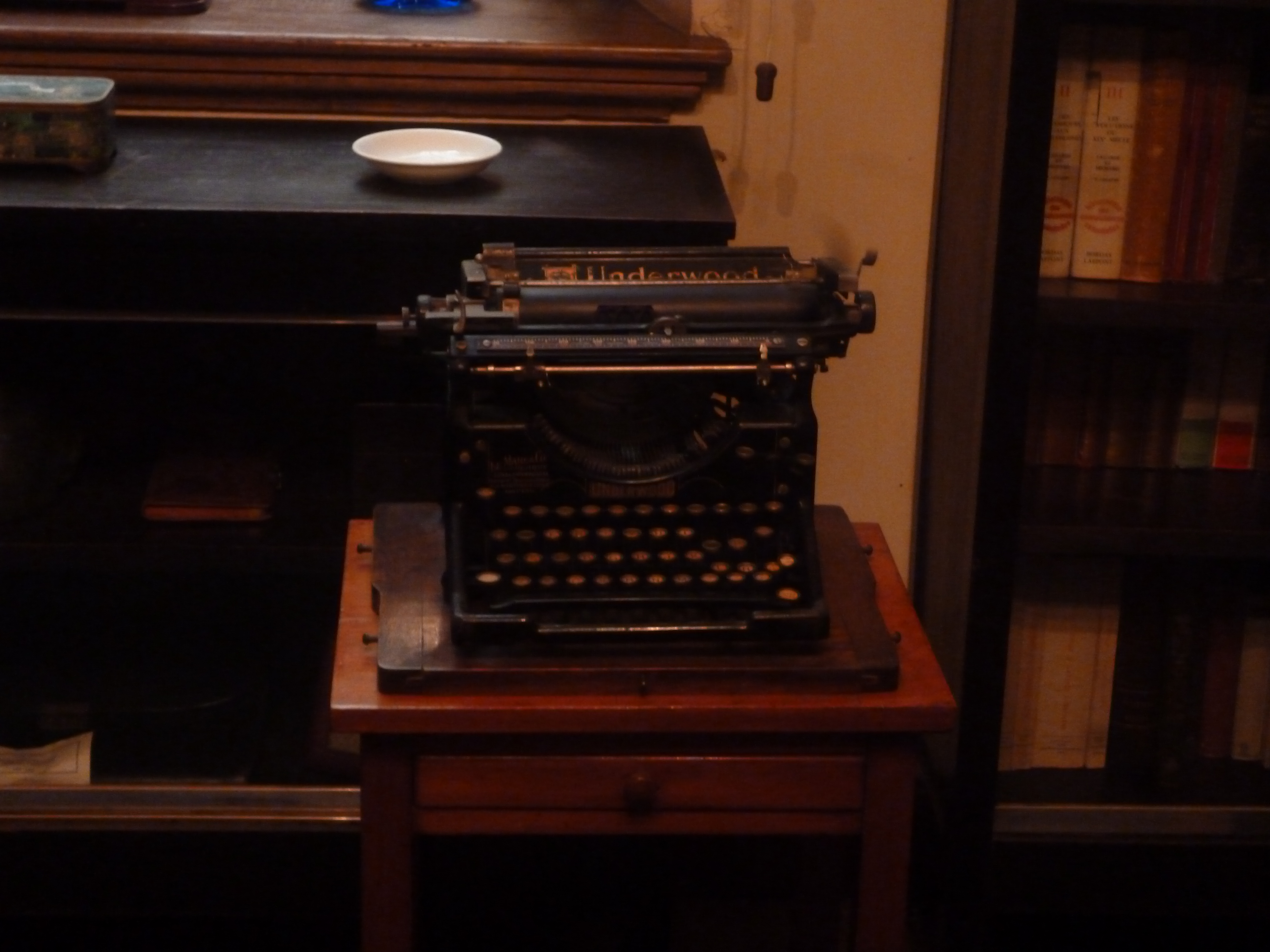
Antigua máquina de escribir Underwood, usada por Porras y Vargas Llosa.
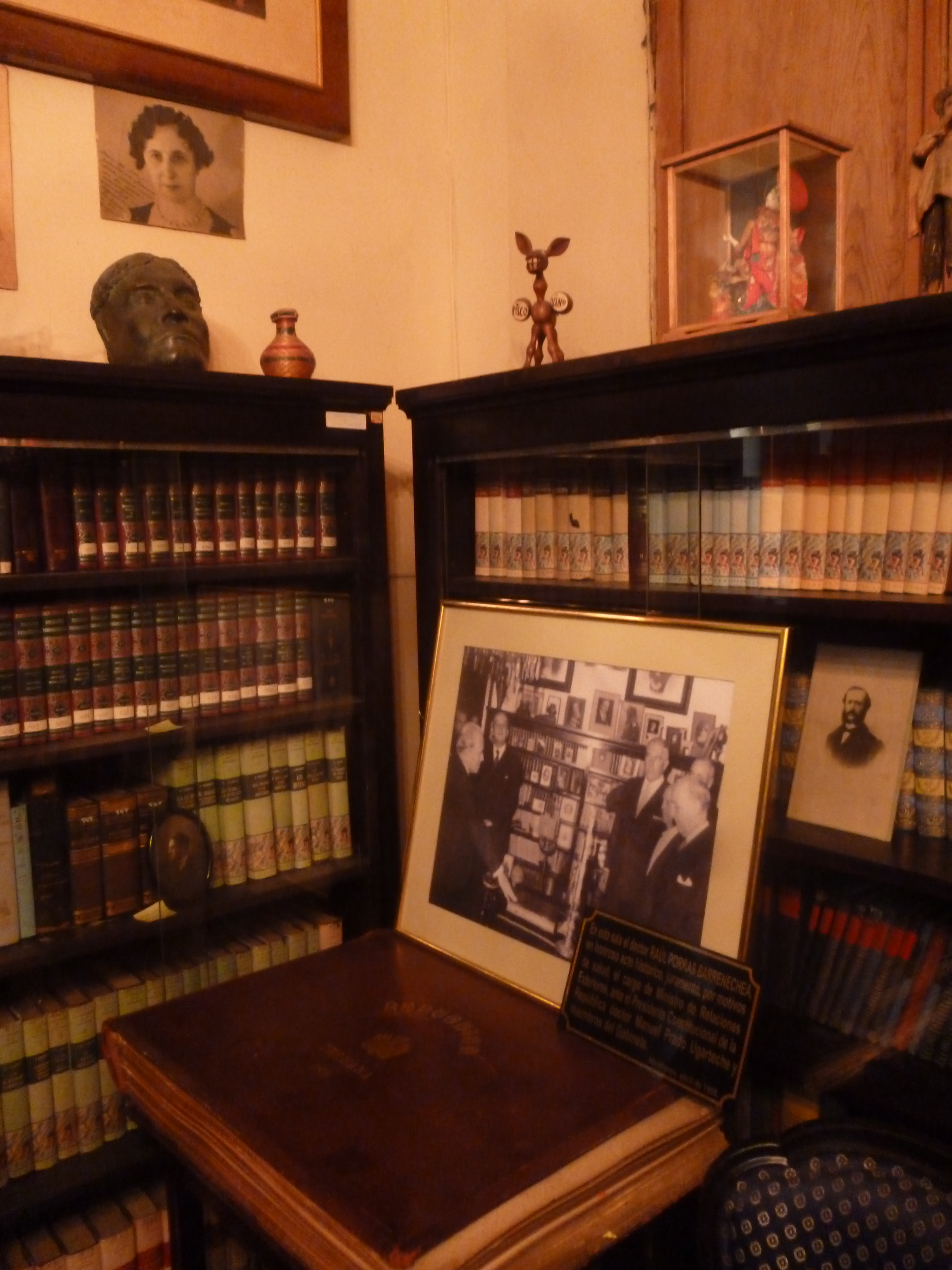
Vista lateral de la sala de espera.
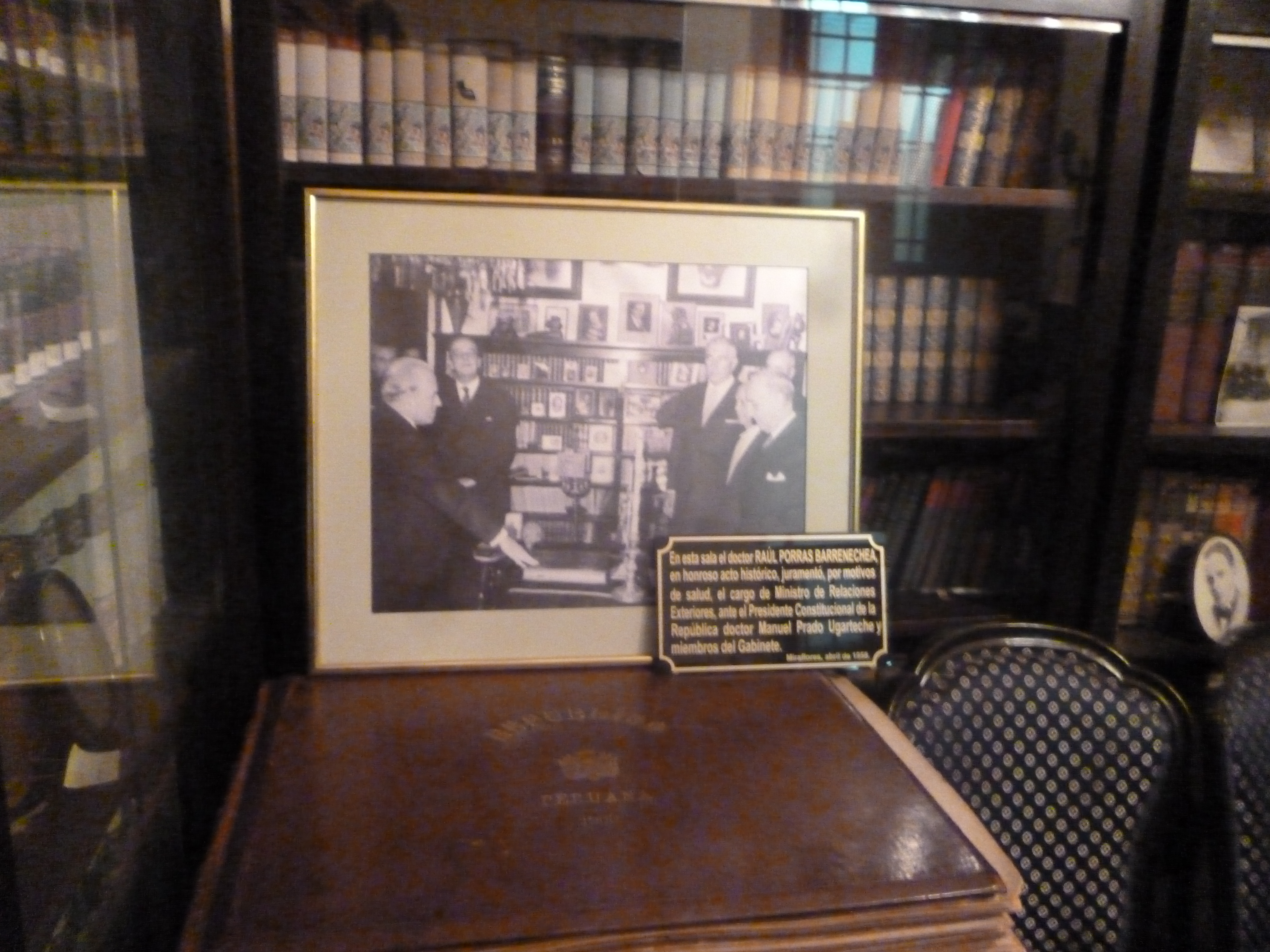
Fotografía de la juramentación de Porras al cargo de ministro.

- Patio: En el patio se pueden ubicar las imágenes de Porras y Jorge Puccinelli, uno de sus más apreciados discípulos. A los costados se exhiben permanentemente diversas fotografías de la vida del maestro; caricaturas de Porras realizadas por Esquerriloff, Espinoza Dueñas, Luis Fernando Vidal, Carlos Bernasconi, Augusto Madueño y Osorio; así como algunas esculturas y cerámicas prehispánicas. El lugar cuenta regularmente con algunos muestrarios que forman parte de las exhibiciones temporales que regularmente realiza el instituto.[7]

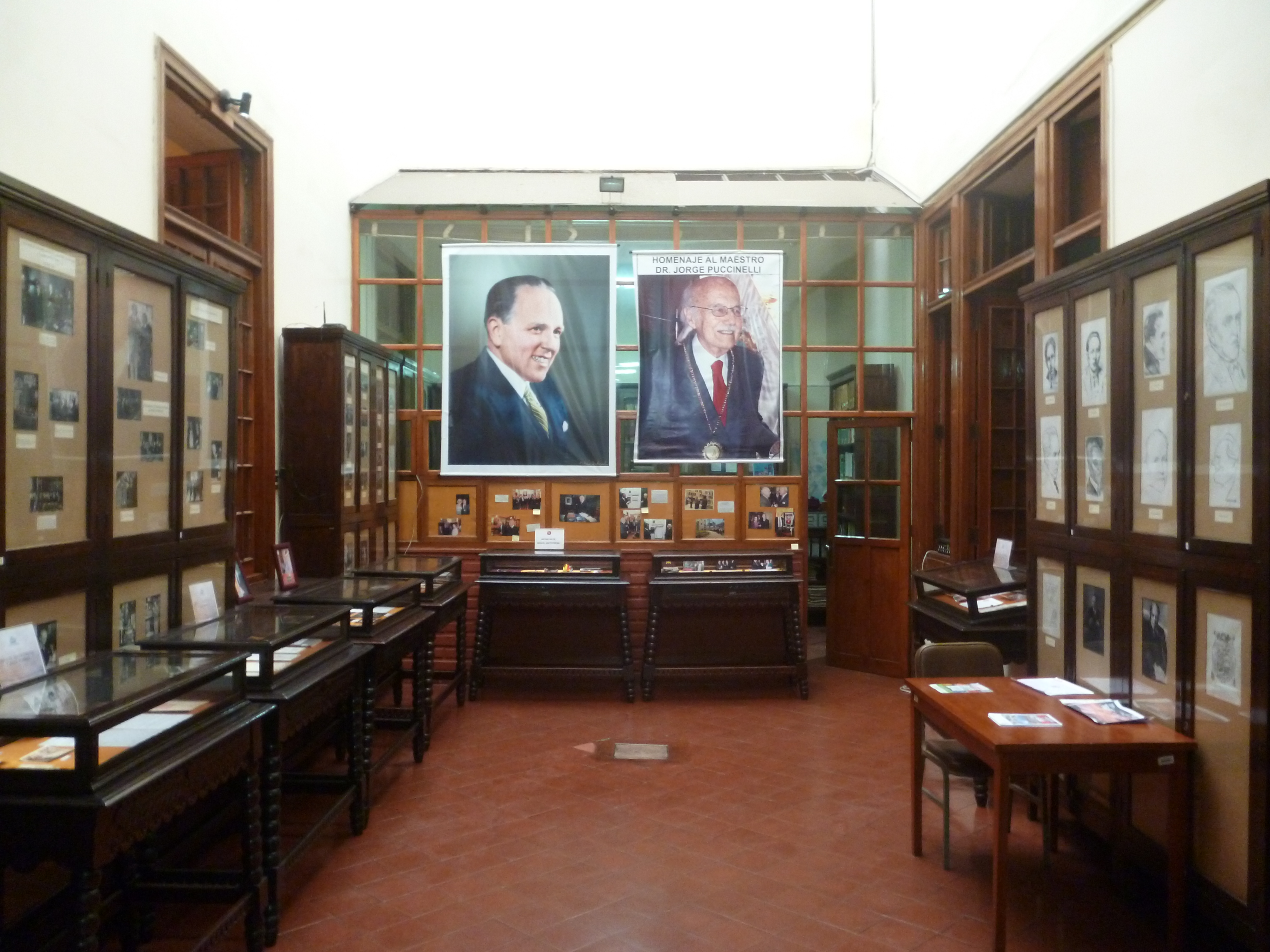
Vista general del patio con la imágenes de Porras y Puccinelli al fondo.
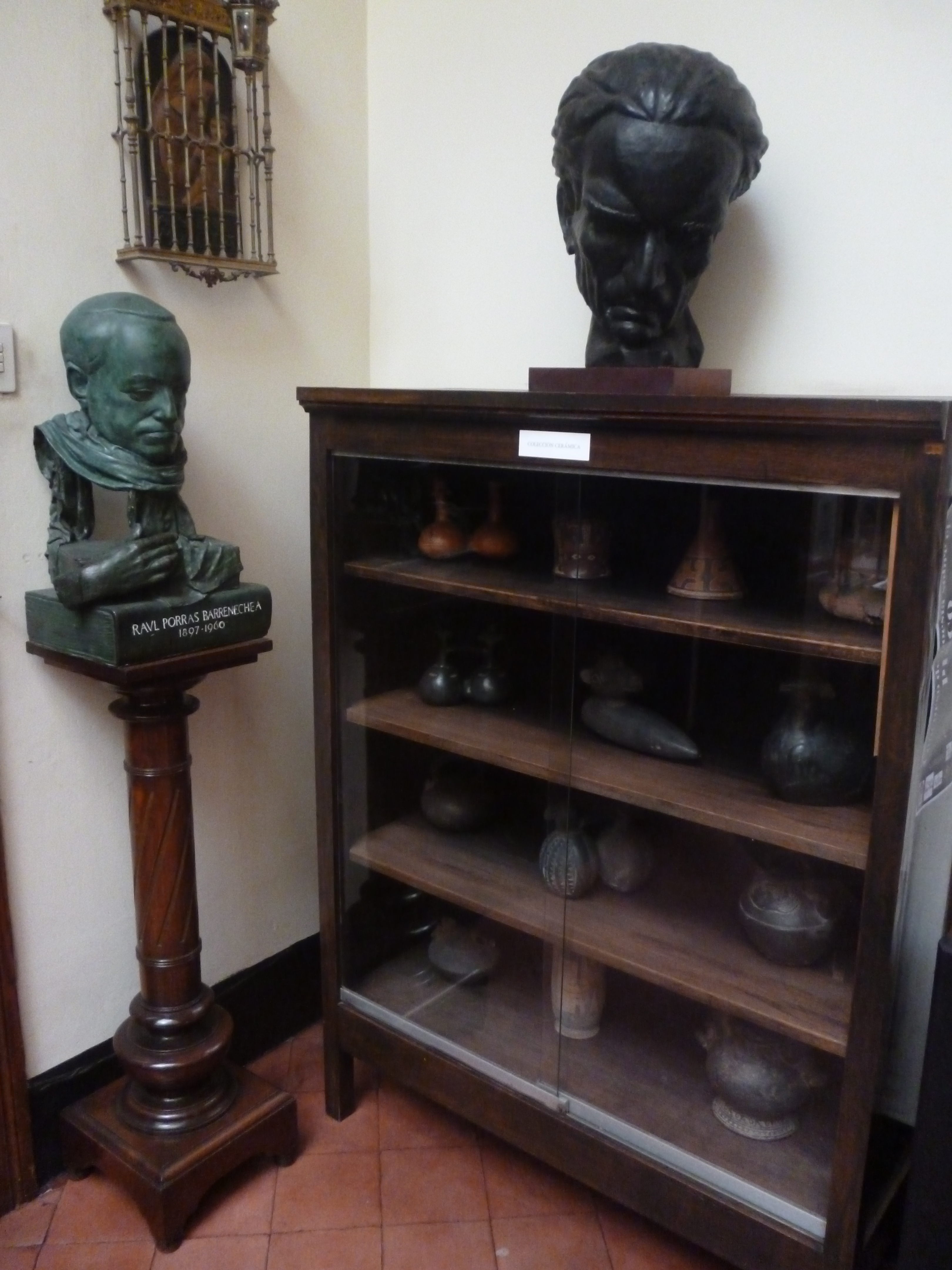
Bustos de Vallejo y Porras; cerámicas prehispánicas.
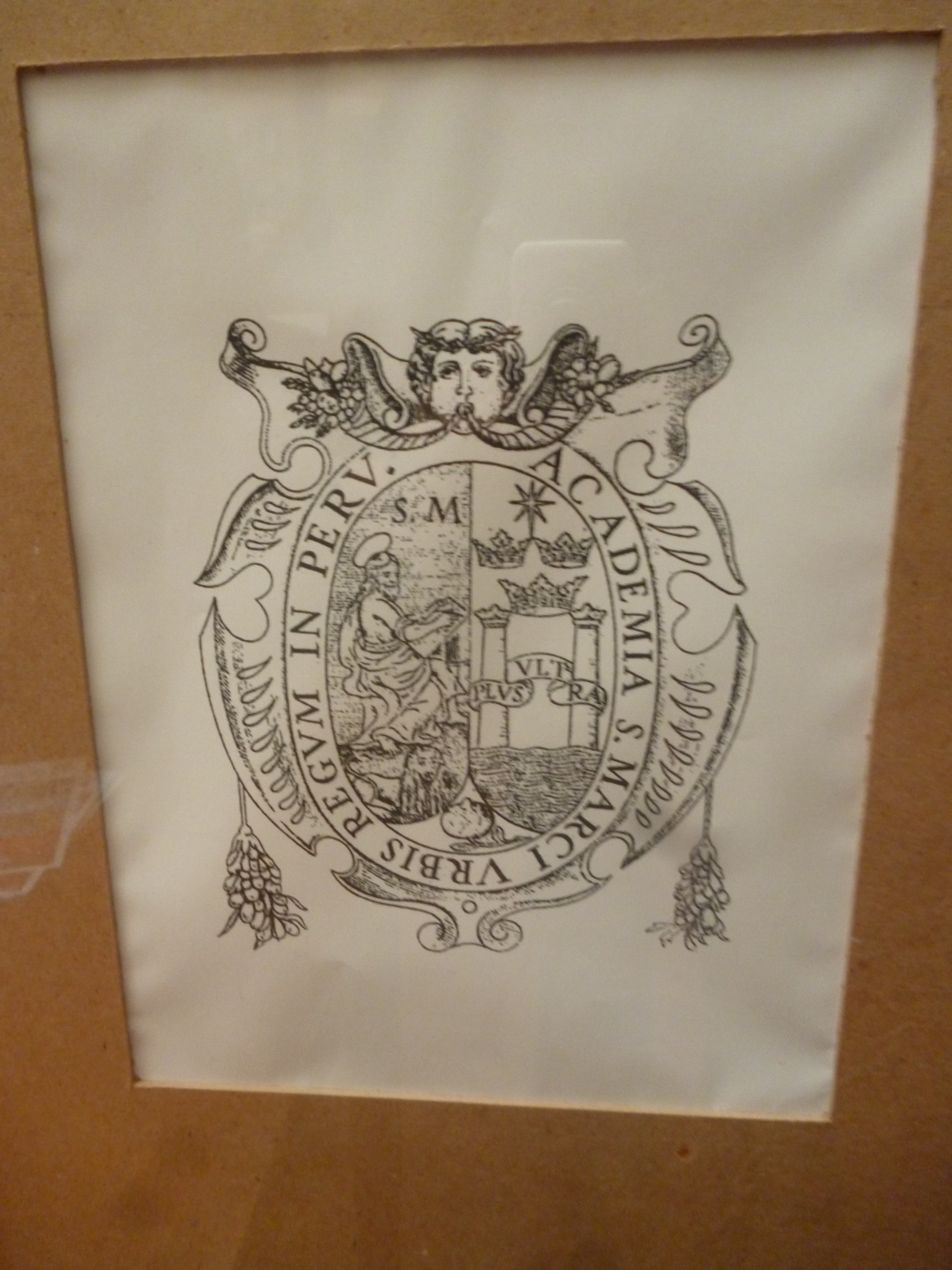
Escudo de la Universidad de San Marcos.
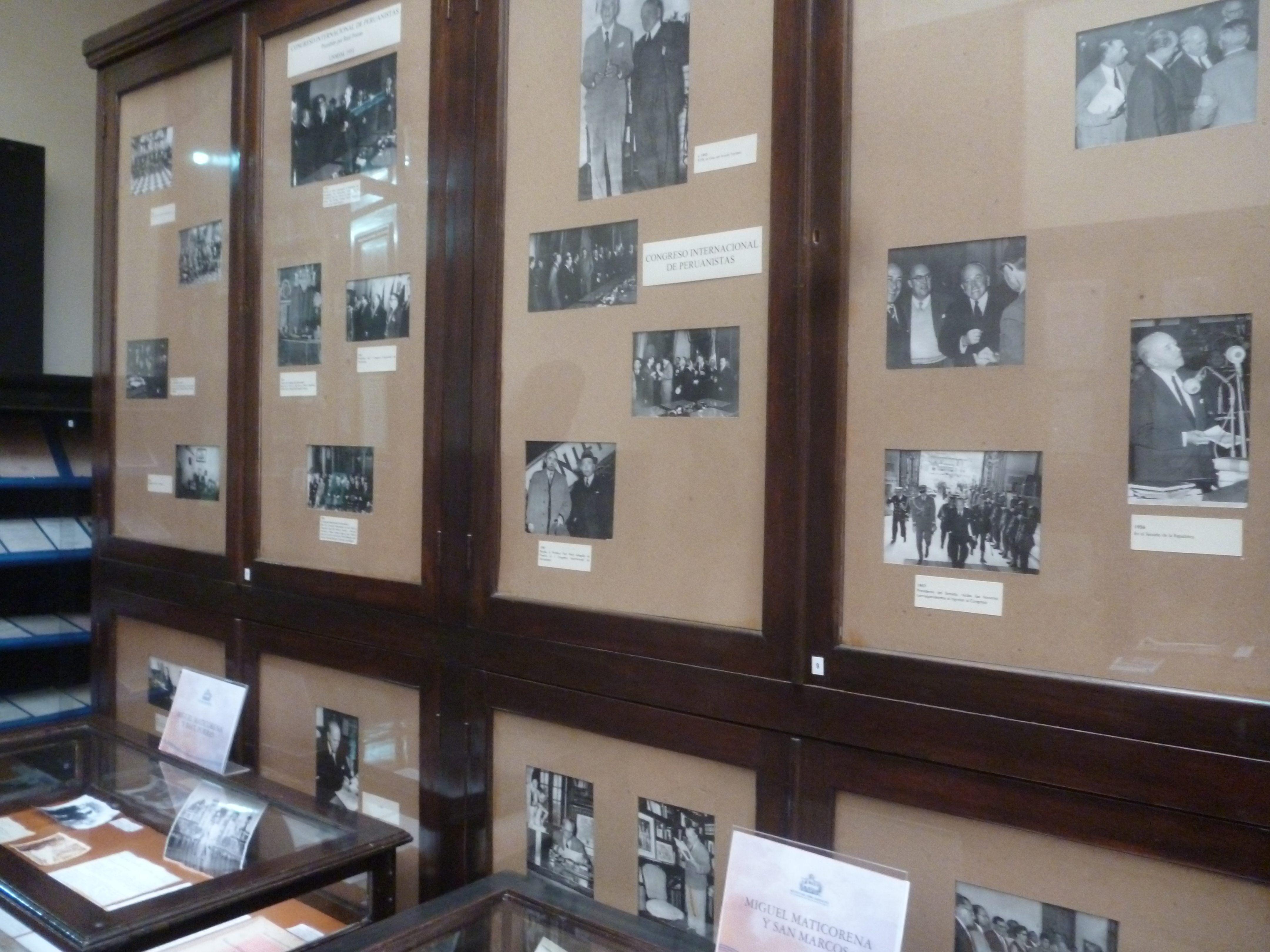
Fotografías de la vida académica, política y diplomática de Porras.
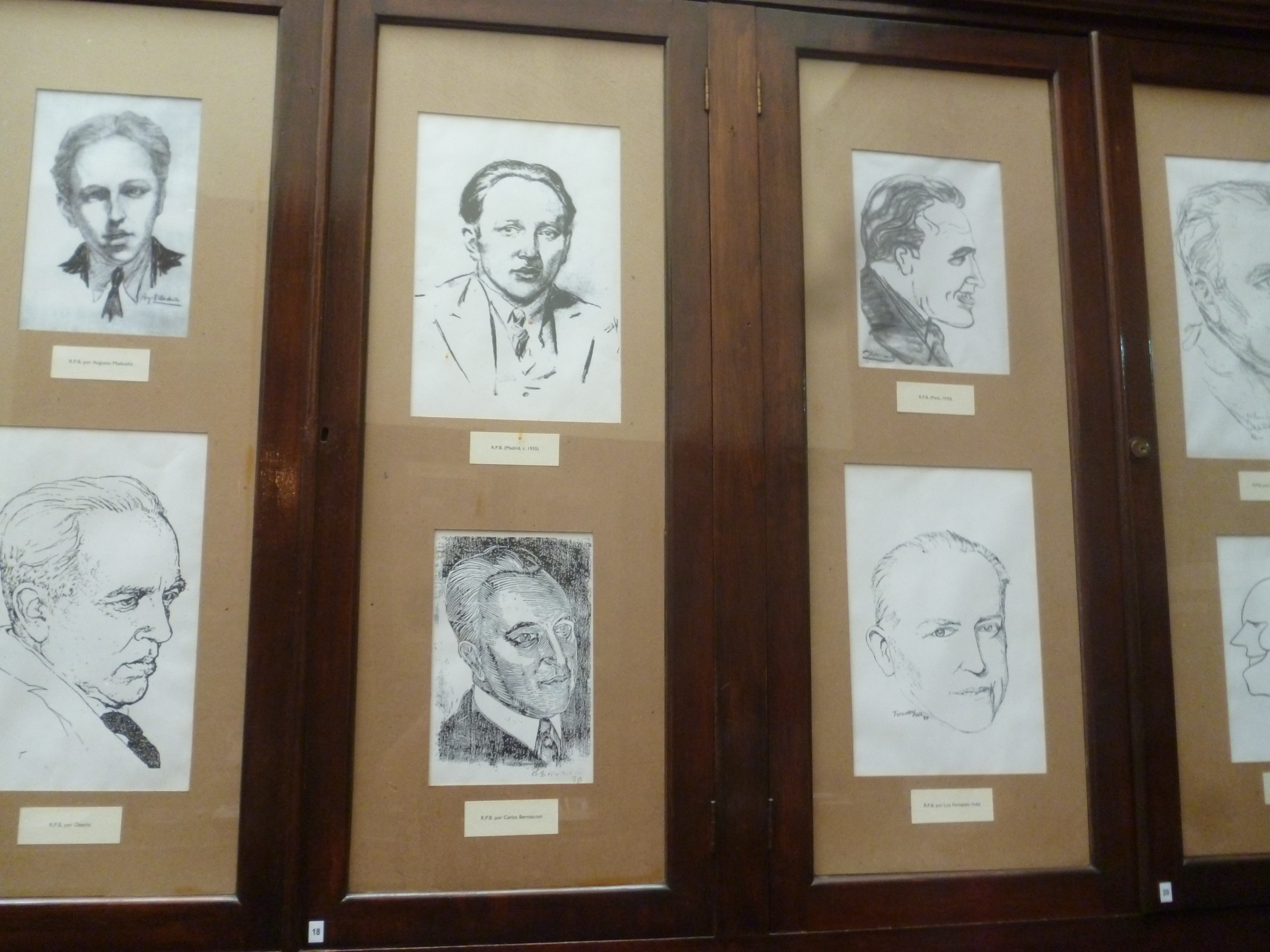
Dibujos y caricaturas de Porras por Esquerriloff, Espinoza Dueñas, entre otros.

- Biblioteca: La actual biblioteca cuenta con diversas colecciones de libros especializadas en las áreas de letras, artes y ciencias sociales. Dentro de la biblioteca se pueden encontrar los retratos y fotografías de varios intelectuales peruanos, tales como Jorge Basadre, Victor Li Carrillo, José Jiménez Borja, Mario Vargas Llosa, entre muchos otros. Mención especial tiene la fotografía del «Conversatorio universitario» de 1919, imagen que reúne a varios de las más ilustres intelectuales peruanos de la generación del centenario de la independencia del Perú, entre ellos —al centro— Raúl Porras Barrenechea.[7][8]

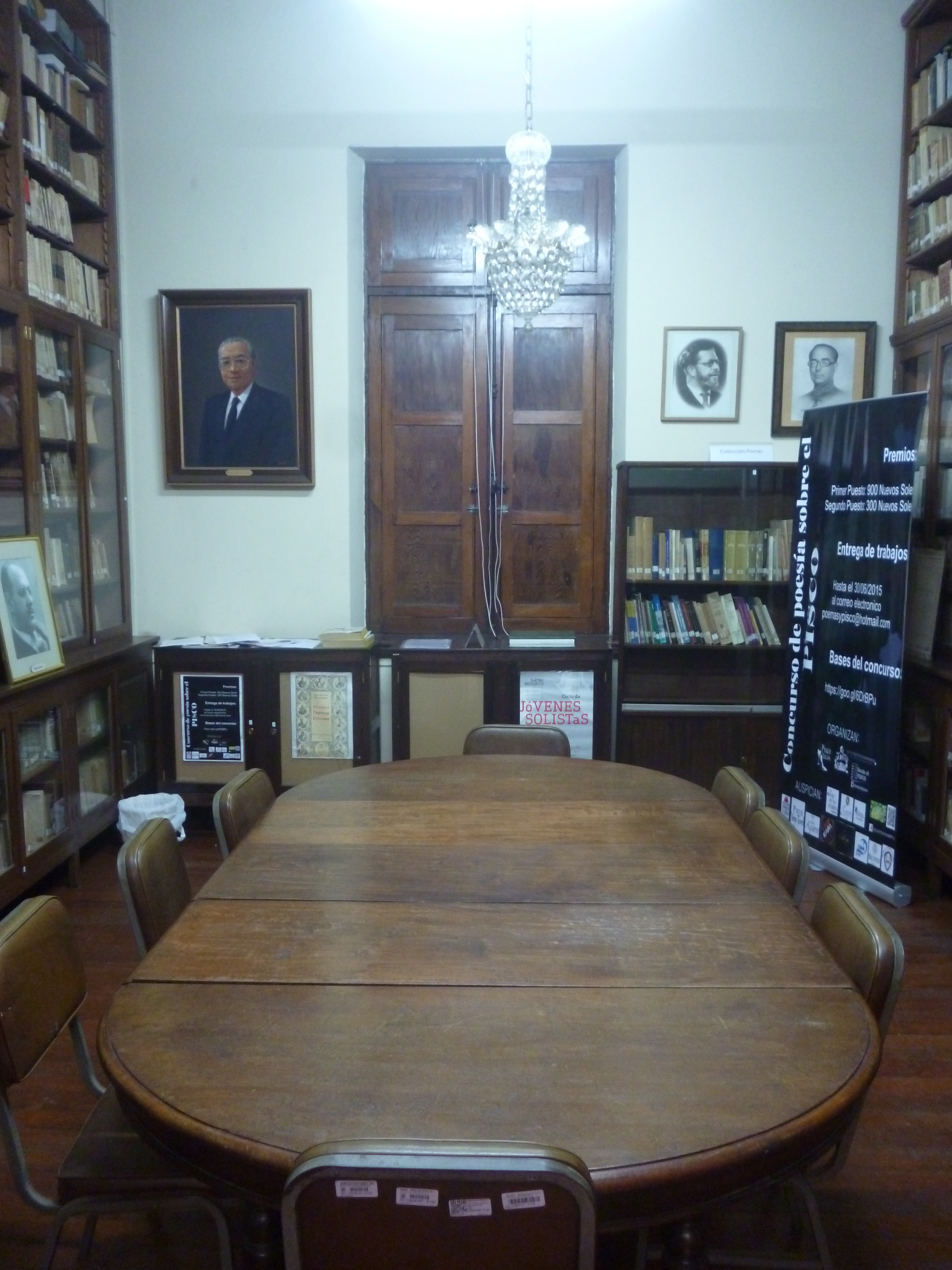
Vista general de la biblioteca.
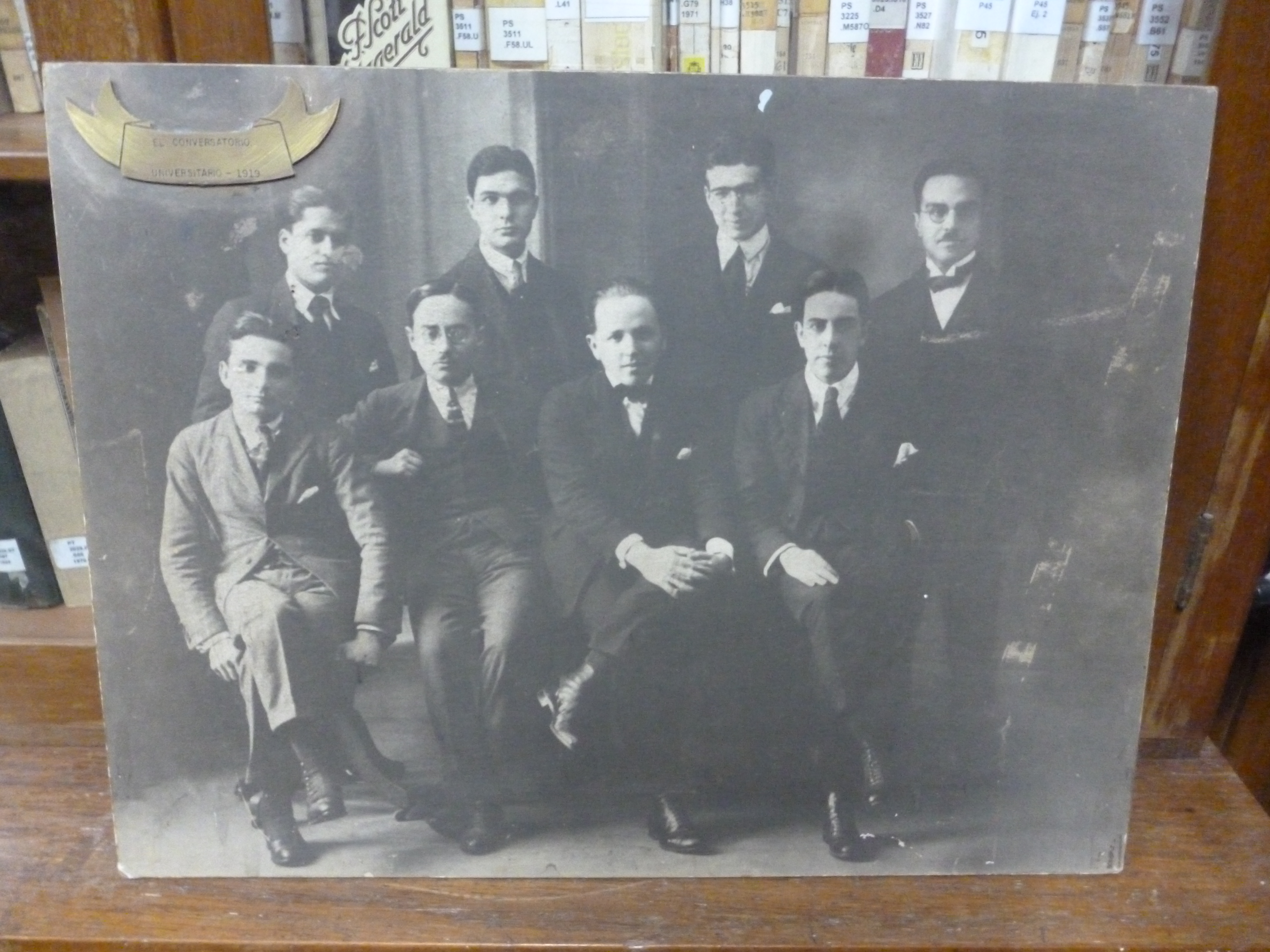
Fotografía del «Conversatorio universitario» de 1919.
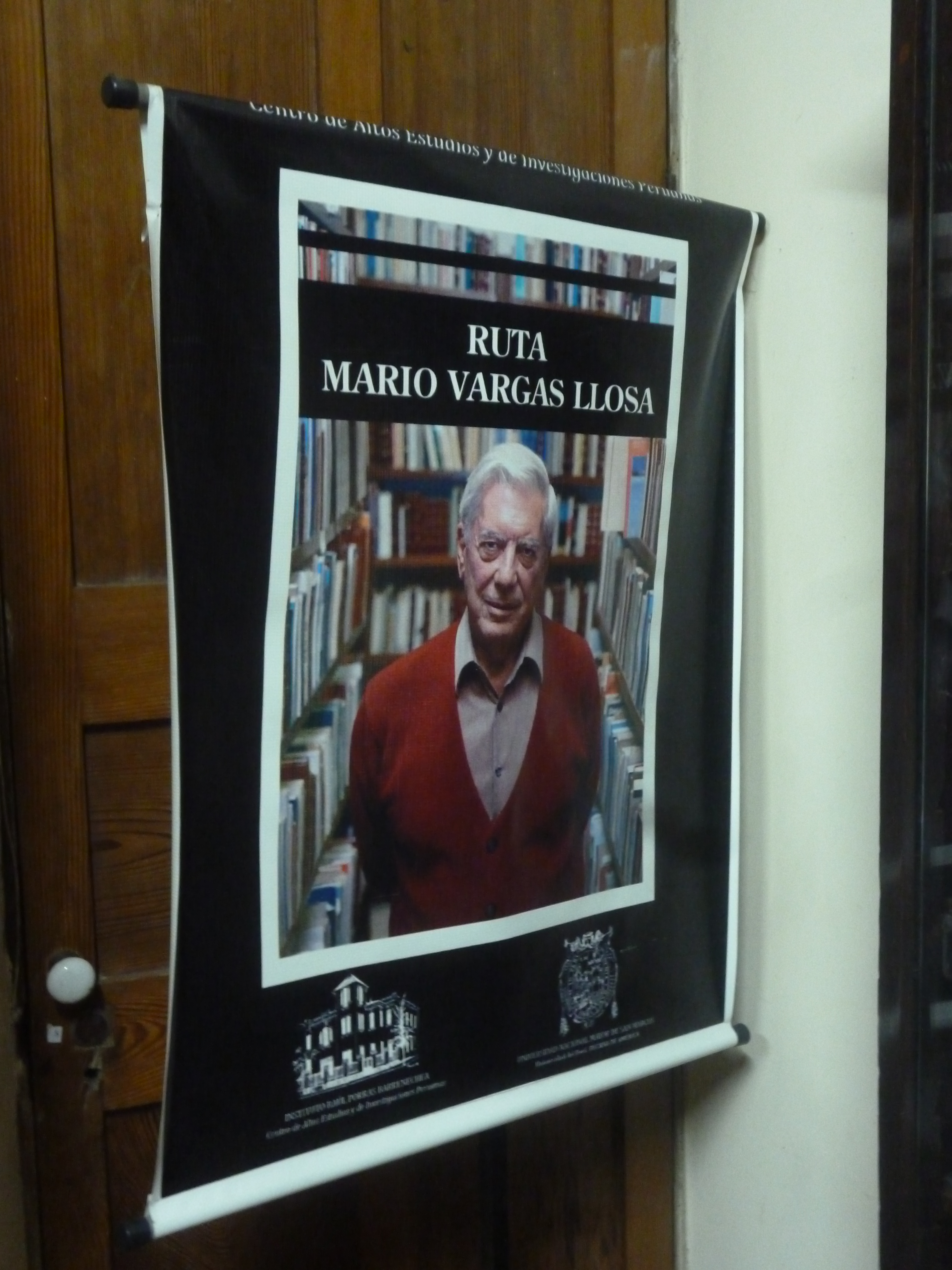
Afiche de la Ruta «Mario Vargas Llosa».
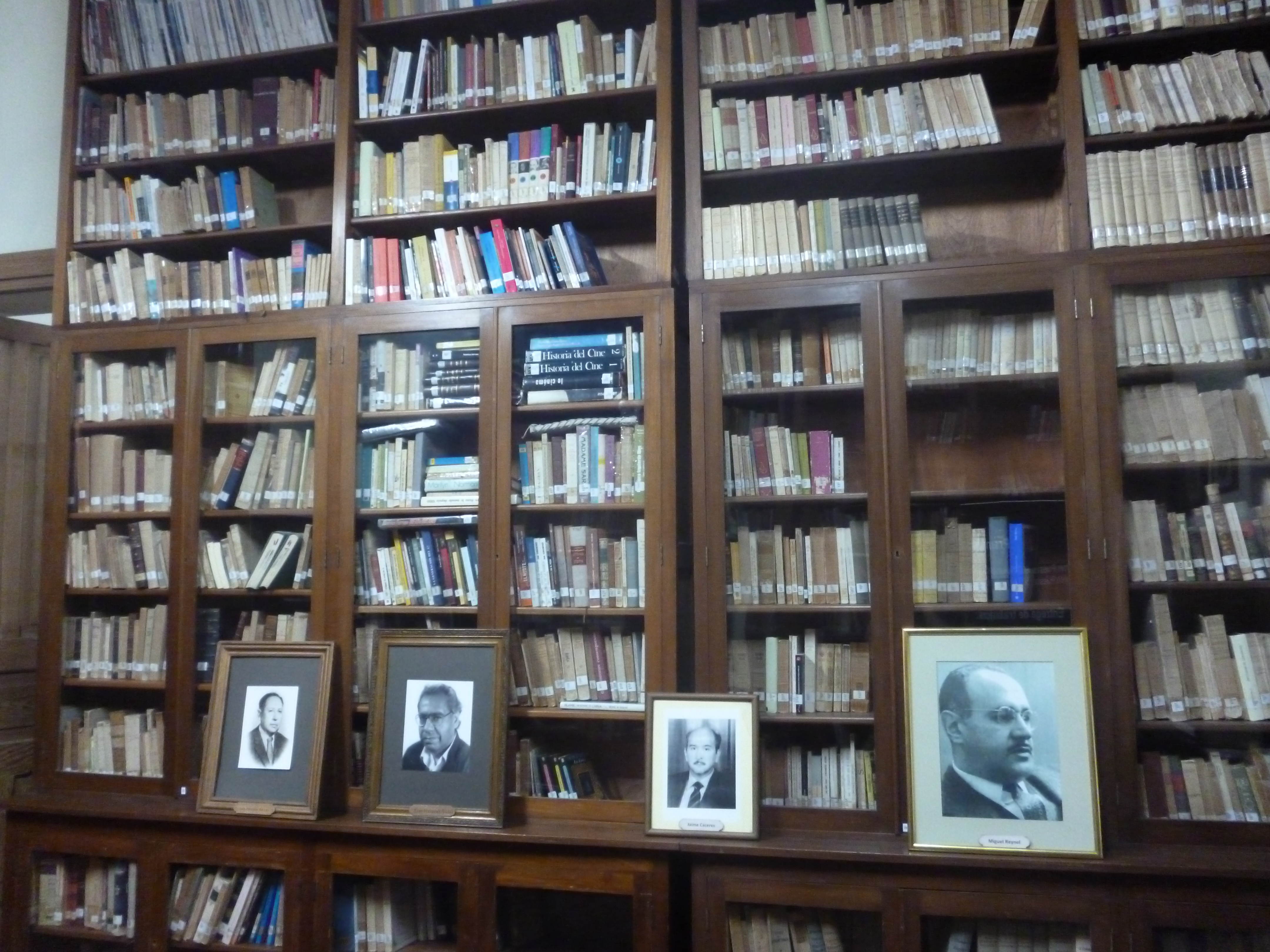
Estantería de libros.
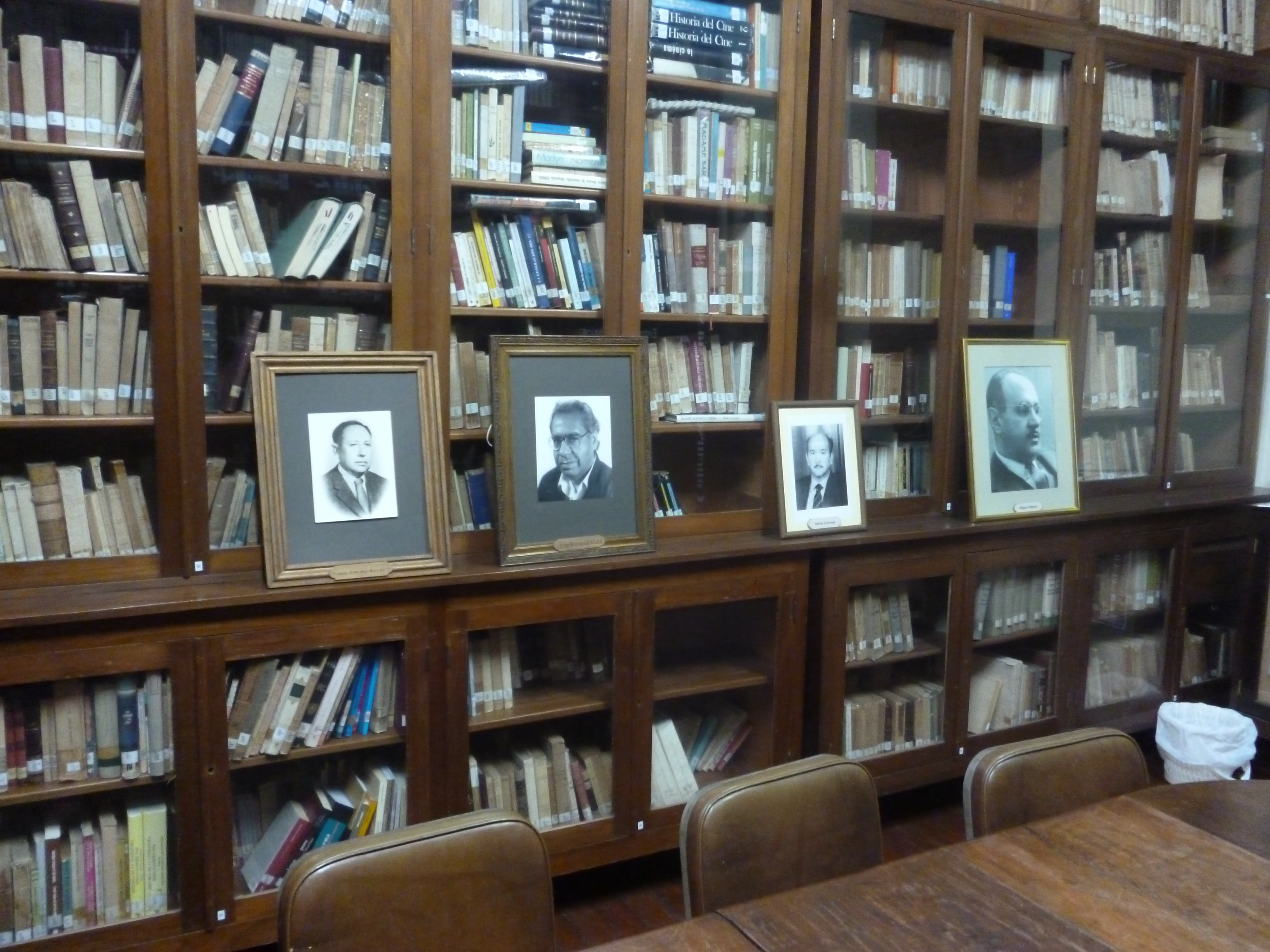
Fotografías de José Jiménez Borja, Fernando Vidal, Jaime Cáceres y Miguel Reynel.

- Auditorio: El auditorio cuenta actualmente con capacidad para aproximadamente 70 personas. Ahí se encuentra un retrato emblemático del maestro Porras Barrenechea, así como del Inca Garcilaso de la Vega. Además se ubica la cátedra desde la cual el maestro daba sus clases y conferencias en el Colegio Antonio Raimondi. En la actualidad, el lugar es usado regularmente para eventos de toda índole: conferencias, simposios, clases, talleres y tertulias.[7]

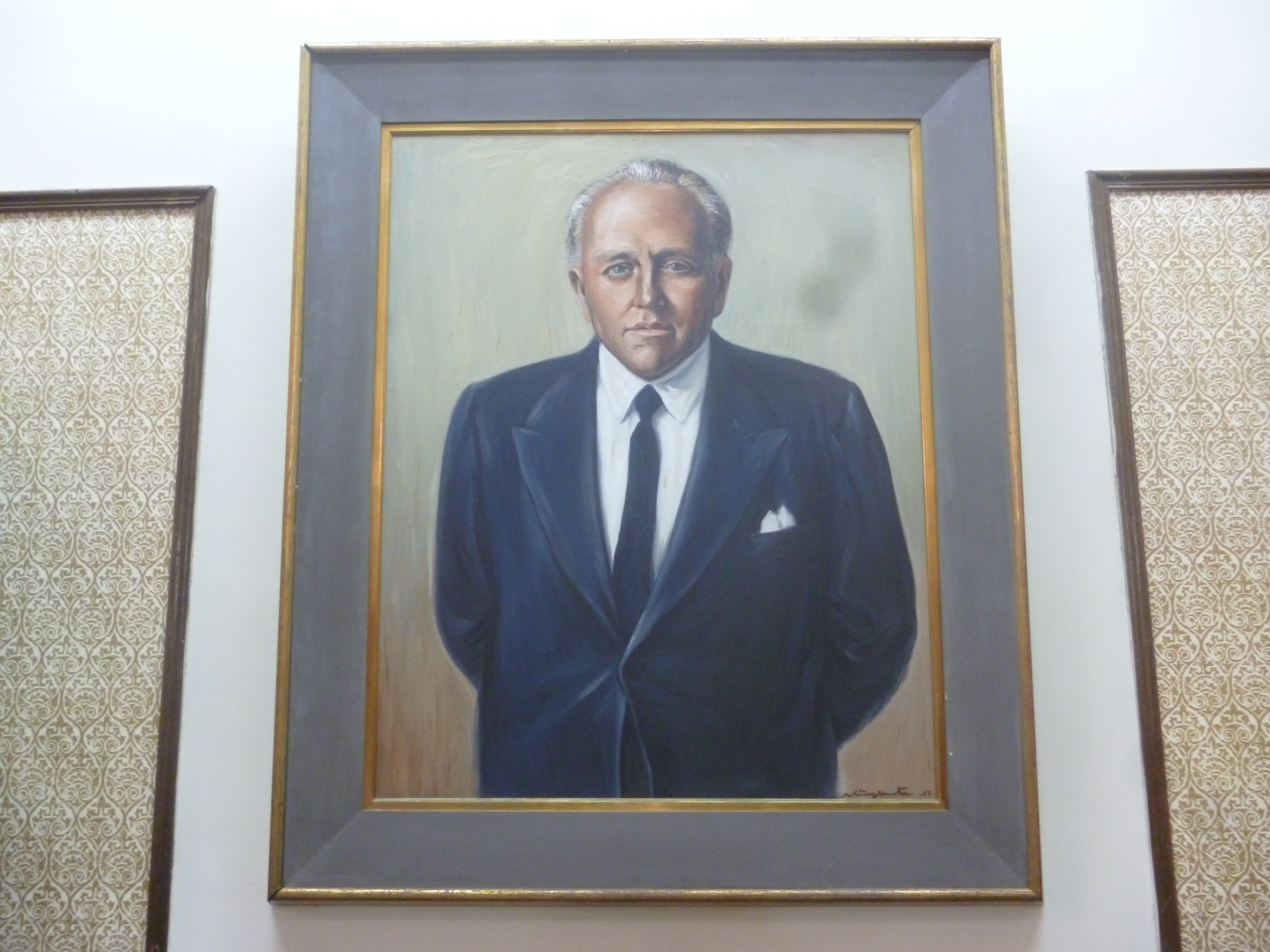
Retrato de Raúl Porras Barrenechea.
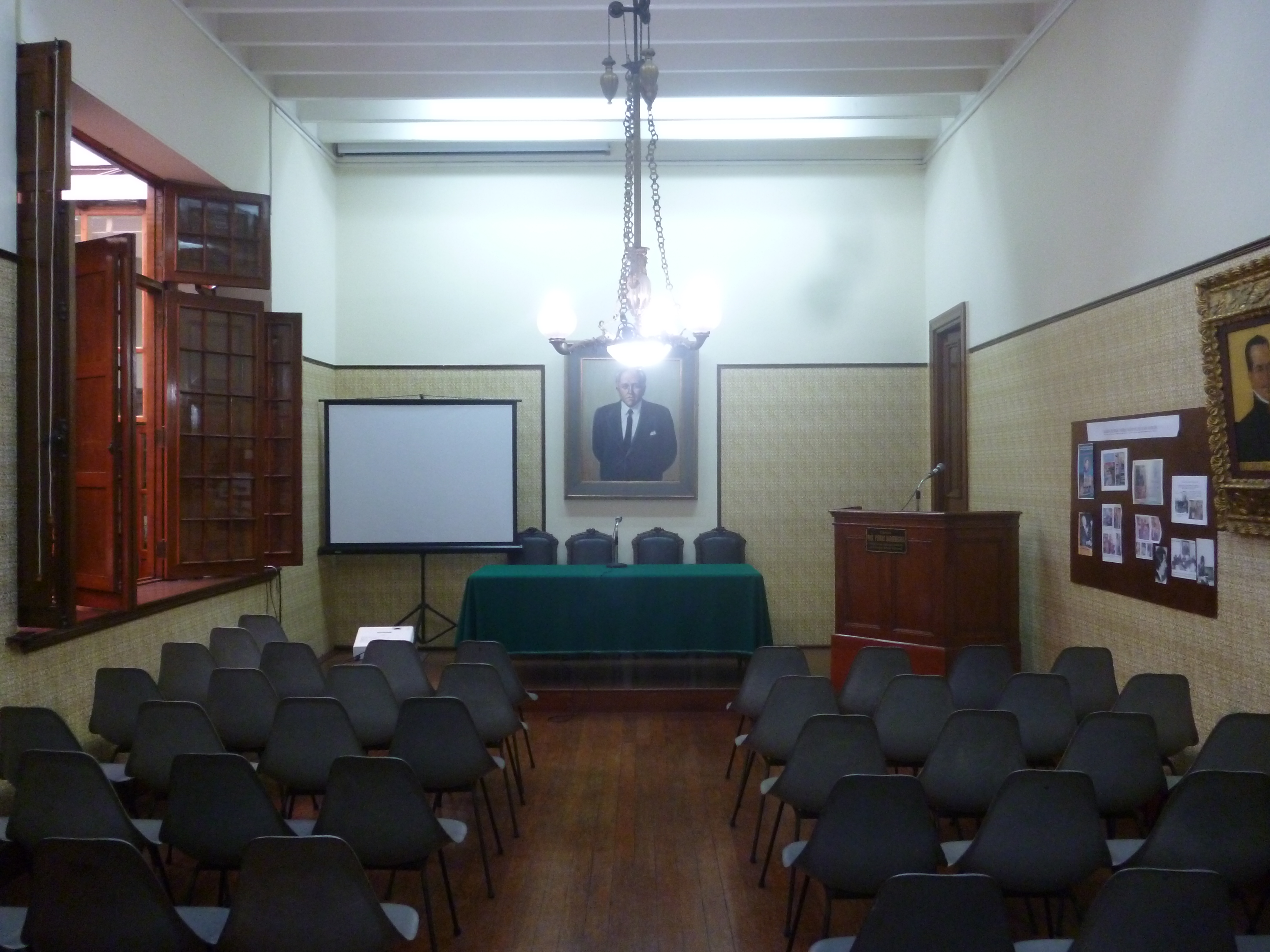
Vista general del auditorio, lugar de conferencias, talleres y tertulias.
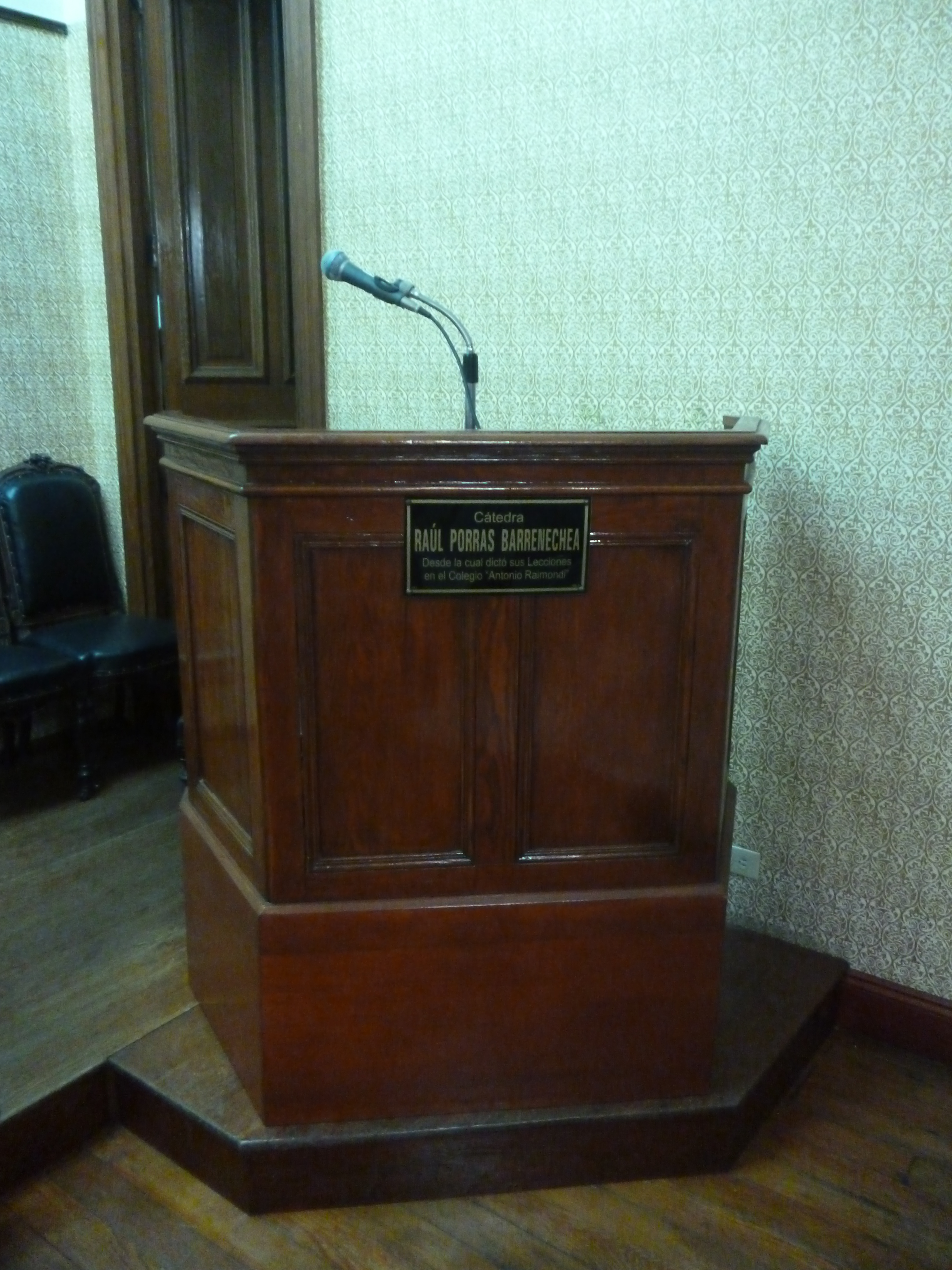
Cátedra usada por Porras en el Raimondi.
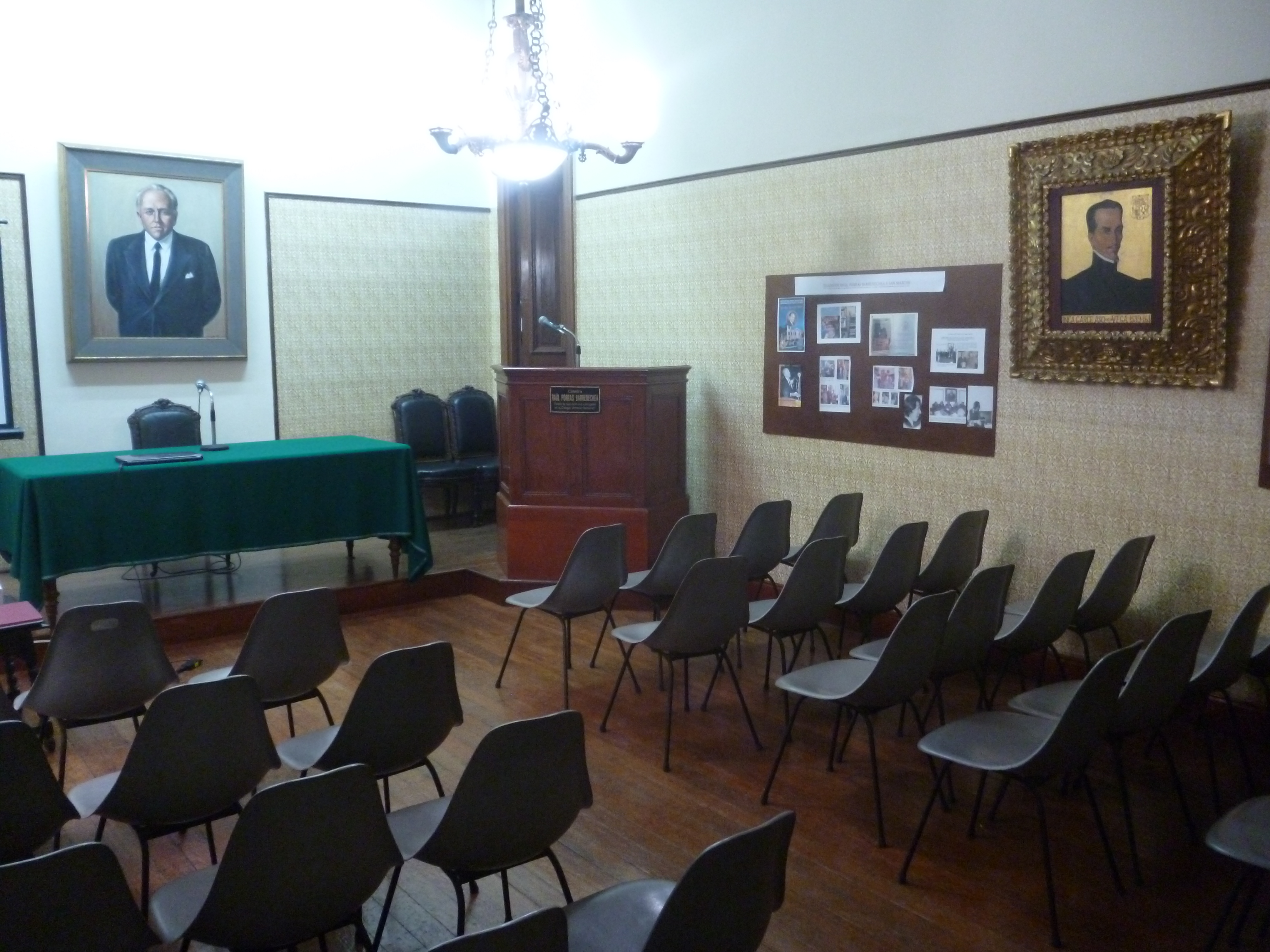
Vista lateral del auditorio.